# Tardajos
Tardajos es una localidad y un municipio situados en la provincia de Burgos, en la comunidad autónoma de Castilla y León (España), comarca de Alfoz de Burgos, partido judicial de Burgos, cabecera del ayuntamiento de su nombre.

## Geografía
Tiene un área de 12,8 km² con una población de 780 habitantes (INE 2007) y una densidad de 60,94 hab/km², al oeste de la capital, a 10 km de distancia, aguas abajo del Arlanzón. En el año 2001 contaba con 352 viviendas, 198 principales, 95 secundarias y 51 desocupadas para una población estacional máxima de 352 habitantes.
La trama urbana de Tardajos, de origen medieval, tras los crecimientos y sustituciones urbanísticas realizadas, aún se conserva. Las mayores trasformaciones urbanas se dan en la periferia, en particular en la zona sur y oeste, y también en la salida de la carretera nacional 120, donde el crecimiento de uso residencial es predominante. Como resultado del crecimiento de la trama urbana, se han originado numerosos vacíos internos y unos bordes difusos.
El término municipal se sitúa en el Alfoz de Burgos, al final del valle del río Úrbel y comienzo de las vegas formadas por la confluencia de los ríos Arlanzón y río Úrbel. Lindan con los municipios de Las Quintanillas,Villalbilla de Burgos, San Mamés, Quintanilla de las Carretas, Frandovínez y Rabé de las Calzadas.
Núcleo 377 del Partido Judicial de Burgos, número 2.

### Altitud
Topografía poco uniforme, con una altitud media de 850 m s. n. m., el núcleo a 827 m y los lugares más elevados son "El Castro" (915 m) y "Barrigüelo" (913 m).
Morfoestructuralmente se engloba dentro de la unidad denominada Páramos del Arlanzón, unidad que ocupa el sector centro-occidental de la provincia burgalesa. El aspecto más relevante que caracteriza este paisaje es la predominancia de páramos con una superficie superior suavemente ondulada y laderas abruptas que unen con los valles formando un perfil cóncavo.

### Climatología
El clima continental es el común en toda esta comarca, que es el característico de nuestra submeseta. Cálido en verano y muy frío en invierno, es decir, participa de la bien conocida dureza del clima burgalés. 
Tardajos, por su ubicación en media ladera, se encuentra algo protegido de los vientos del Noroeste.
En general estas pueden ser las cifras medias observadas:
- Temperatura máxima del año: 36 C
- Temperatura mínima del año: -18 C
- Amplitud térmica anual: 54 C
- Temperatura media anual: 9,8 C
- Grados-día anuales (temperatura base 15 C): 2048
- Heladas: 91

### Hidrografía
El agua constituye uno de los factores esenciales que nos ayudan a entender el modelo territorial de Tardajos. La red hidrográfica dispone de unos grandes colectores fluviales naturales en los que destacan especialmente el río Arlanzón y el Úrbel, que pertenecen a la subcuenca del río Arlanza; y unas infraestructuras de canales de riego que abastecen los cultivos de riegos de regadío que definen nítidamente los aprovechamientos agrícolas productivos del municipio. 
Por el término municipal discurren varias corrientes de agua; la principal de ellas es el río Arlanzón, siguiéndole en importancia el río Úrbel.
Los arroyos del Manzano y del Páramo y el Canal del Arlanzón también discurren por estas tierras.

### Naturaleza
Ocupado por tierras de cultivo, parte de regadío por los canales del Úrbel y Arlanzón, laderas de montes y la cima del cerro de "El Castro", hoy atravesado en túnel por la autopista a León A-231.
LIC “RIBERAS DEL RÍO ARLANZÓN Y AFLUENTES” (ES4120072)
Este LIC engloba al cauce del río úrbel y sus riberas (25 metros en cada margen) que atraviesa la zona occidental en dirección norte-sur, sentido sur.
El LIC se caracteriza por su abundante fauna de Caballito del diablo (Coenagrion mercuriale), calificada de interés especial en la Directiva Hábitat; siendo el río Úrbel una de las localizaciones más importantes de la península.

### Geología
Durante el Terciario un lago de notable extensión y escasa profundidad permitió la formación de evaporitas y una notable subsidencia o hundimiento a medida que se iba colmatando, como lo demuestra la gran potencia de los sedimentos acumulados: en la base, sedimentos del Oligoceno, de poco espesor; por encima, calizas del Pontiense, con abundantes fósiles en las planicies de los páramos y cerros, depósitos del Plioceno, las típicas rañas y arcillas rojas. En los valles de los ríos, materiales aluviales que han generado óptimos suelos de cultivo.

### Comunicaciones
- Carretera: Autovía A-231, conocida como Camino de Santiago con salida en el punto kilométrico 157.

## Historia
La historia de Tardajos se remonta a la época celta, hacia el siglo VIII a. C. tal como testifican los restos hallados en "El Castro": cerámica, muralla. Los turmódigos, pueblo celta que habitaba estas tierras, poblaron Deobrígula "Ciudad de los Dioses", la actual Tardajos y se dedicaban a la agricultura y ganadería.

### Complejo arqueológico deDeobrígula
Campamento romano, mencionado en la Geografía de Ptolomeo y el Itinerario de Antonino como mansio. El núcleo originario de sitúa en El Castro, donde aparecen abundantes vestigios desde la Primera Edad del Hierro hasta la época romana, así como restos de estructuras defensivas.

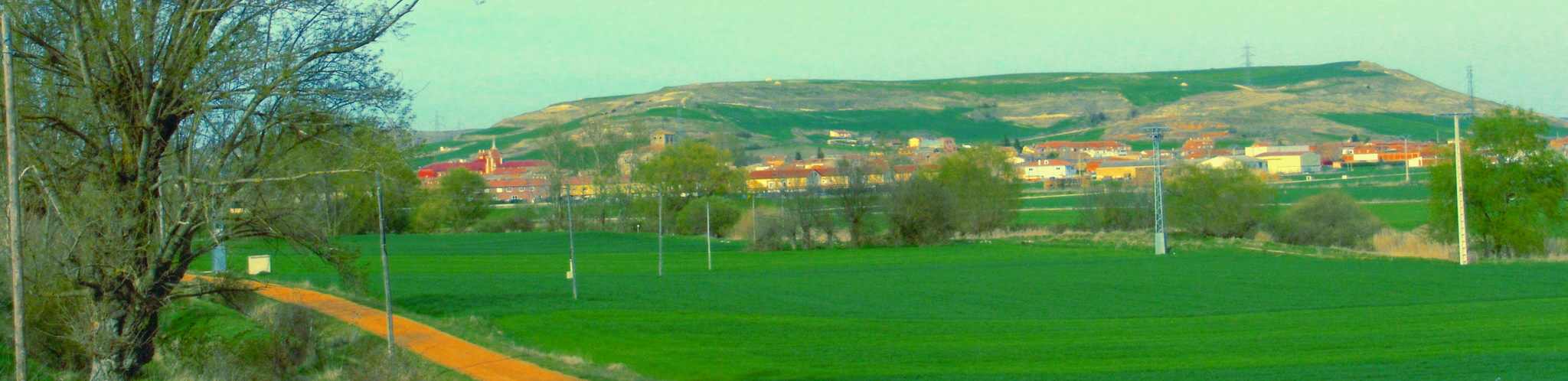
Vista de El Castro desde el valle del río Úrbel.

En la época romana, una vez pacificada la península, la población se traslada al llano, donde son abundantes los restos cerámicos, bronces y documentos epigráficos.
El "Camino de Mercaderes" en el tramo comprendido entre Segisamone, Sasamón y Tritium, Monasterio de Rodilla, que discurre por el límite con Villarmentero, donde se encontró la Venus de Deobrigúla, así como restos de una villa romana, coincide con el ramal principal procedente de Astorga (Asturica Augusta), uno de cuyos ramales, la calzada XXXII o Ab Asturica Terracone, se dirigía a hacia Tarragona pasando por Zaragoza (Cesar Augusta), prosiguiendo el otro ramal, la calzada romana XXXIV o Ab Asturica Burdigalam (Astorga-Burdeos) por Briviesca, Vitoria y Pamplona hasta Burdeos, que durante la Edad Media, se le llamó Vía Aquitania, en referencia a la ruta de peregrinos que llegaban desde Francia por la región de Aquitania, origen del Camino Francés, 

" ... cruza el río Ubierna casi en su desembocadura por el puente de piedra existente y gira en ángulo recto, al oeste, para dirigirse por el Camino de Mercaderes hacia el paso de El Collado, en el alto del castro. Desde aquí se efectuaría la entrada a la antigua Deobrigula por su puerta principal del levante..."

### Condado de Castilla
En el año 882, durante el reinado de Alfonso III, comienza la repoblación y Nuño Núñez establece una línea defensiva con la fortaleza de Castrojeriz, que sigue el cauce del río Arlanzón. Entre aquellas defensas se cita el castillo de Tardajos. En el año 929, en la villa ya existían las iglesias de San Pelayo y Santa Eulalia. En una escritura de 1068 aparece mencionada como Uter de Allios. En 1117, Alfonso VII fue huésped del conde Pedro de Lara en su castillo de Tardajos. De esta época son los Fueros de Tardajos. En un privilegio concedido por Sancho IV en 1258 se la nombra como Oter de Ajos.
- FUEROS Y CARTAS-PUEBLAS DE ESPAÑA

TARDAJOS, villa de la prov. y part. judic. de Burgos. Carta del conde D. Pedro y de la condesa Doña Eva, su muger, concediendo á su concejo el fuero de Burgos: su fecha en el mes de Noviembre del año 1127. «Et quando fuit facta ista» carta fuit hospite rex Alfonsus de illo comité in Oter de alliis.» Los mismos condes dieron otro fuero otorgando varias exenciones á los caballeros y peones de la villa: establecen en él lo que estos últimos habían de pagar, y el que todos disfruten como behetría los solares de los forasteros: este documento no tiene fecha, sino una adición de la condesa Doña Eva que sigue á continuación, datada en 14 de Febrero de 1147. 
Copias en la biblioteca columbina de Sevilla; en un ms. de Ambrosio de Morales, señalado AA, tabla 142, núm. 39.

- A mediados del siglo XIV en el Becerro de Behetrías se nombra lo siguiente a cerca de Tardajos:

 Oterdajos del obispado de burgos. 
Este logar es dello del obispo de burgos e dello del ospital del rey e dello dela orden de san juan de acre e an y tres vassallos Et quel dicho ospital que ha y dies vassallos Et el obispo cinquenta e cinco pobladores vassallos. 
Derechos del rey.
Non pagan martiniega nin fonsadera por rason que los señores del dicho logar an previllexos.
Dan al rey servicios e monedas. 
Derechos del señor. 
Dan por infurcion cada vassallo asu señor cada año e diez e seys dineros e la viuda vna gallina.

Behetrías de Castilla, 1352

### Dos jurisdicciones
Durante el reinado de Alfonso VIII el barrio de Santa María corresponde al obispo mientras que el barrio del Rey al Hospital del Rey. En el actual término de Barruelo hay restos de un poblado medieval. En 1345 se sustituye en concejo abierto por el concejo municipal de nombramiento real.

### Época de plenitud

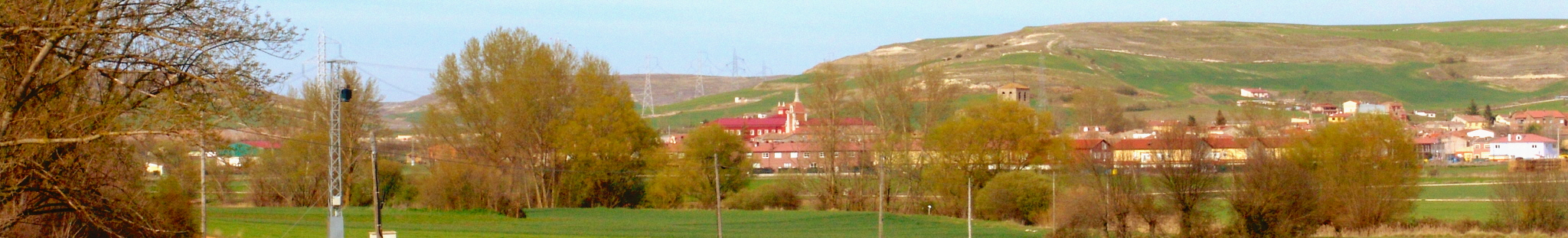
Vista desde Rabé de las Calzadas.

En 1749 continuaba la división en dos barrios con dos iglesias: Santa María y La Magdalena y seis ermitas: San Sebastián, San Juan, San Salvador, Santiago, San Lázaro y San Roque. La importancia del municipio se mantiene hasta 1955 cuando era el mayor núcleo del alfoz, después de la capital.
Villa que formaba parte del Partido de Burgos, uno de los catorce que formaban la Intendencia de Burgos, en su categoría de pueblos solos, durante el periodo comprendido entre 1785 y 1833, en el Censo de Floridablanca de 1787, jurisdicción de realengo con alcalde ordinario.

Ya en el siglo XIX la descripción que se realiza de Tardajos en el  Diccionario geográfico-Estadístico de España y Portugal, Tomo VIII, de Sebastián de Miñano y Bedoya (1826-1829) es la siguiente:
TARDAJOS , V . R- de España , prov. y arzobispado de Burgos, exenta, A.O., 190 vecinos, 783 habitantes, 2 parroquias. Situada en la orilla septentrional del Arlanzón y oriental del Urbel, en una vega pingüe y feraz, a la falda de un cerro plantado de viñas. Produce trigo, cebada, avena, yeros, legumbres y buen lino, regulándose su cosecha e n 29,000 fanegas. Confina por N. con Villarmentero y las Quintanillas, que situadas a orillas del Urbe!, agua arriba, distan cada una 1/2 leg.; por oeste con Rabé de las Calzadas , á igual dist.; por E. con Vilialonquejar, a 1 legua ; por N. E. con Páramo , y por S. con los pueb. de Villalbilla y San Mamés , que están a 1/2 legua. Dista 2 O . 4º S. O. de la capital. Contribuye 2,871 rs. 22 mrs. Derechos enajenados 1005 rs 12 mrs.

La descripción que figura en el Diccionario Geográfico-Estadístico-Histórico de España y sus Posesiones de Ultramar, Tomo XIV, de Pascual Madoz (1847) es:

 TARDAJOS: v. con ayunt. en la prov., part jud., aud. terr., c. g. y dióc. de Burgos (2 leg.): SIT. en una llanura, donde le combaten con frecuencia los vientos del N.; su Clima es frío, pero sano; las enfermedades comunes son pulmonías. Tiene 430 CASAS; un ant. palacio perteneciente á los Sres. duques de Montemar; escuela de instrucción primaria; una igl. parr. (Sta. Maria) servida por 5 beneficiados, y otra ant. bajo la advocación de la Magdalena, que hoy se halla arruinada y se refundió en la primera. El TERM. confina N. Villarmentero; E. Páramo y Villalón; S. Villalvilla y San Mames, y O. Buniel. El TERRENO es llano, de buena calidad en general; le fertilizan el r. Arlanzón sobre el cual hay un puente, y el Úrbel que desagua en aquel. No hay más CAMINO que uno de herradura, que conduce á Burgos, de cuya cap. se recibe el Correo. Prod.: cereales, legumbres, patatas, vino, frutas y hortalizas; cria ganado lanar y cabrio; caza de liebres, codornices, y pesca de barbos y truchas. Pobl.: 166 vec., 552 alm. CAP. PROD.: 2.084,400 rs. IMP.: 409,020. CONTR.: 12,226 rs. 2 mrs.
Diccionario geográfico-estadístico de España y sus posesiones de Ultramar, Pascual Madoz. Madrid, 1845

## Economía
La estructura económica de Tardajos se articula en torno a la agricultura desarrollada en la vega sustentada por las importantes inversiones en la infraestructura de regadío. Este es un pilar fundamental de la actividad productiva de Tardajos que las nueva NUM han reconocido y protegido adecuadamente. Todo el espacio de la vega del Úrbel y Arlanzón ha sido ha sido clasificado Suelo Rústico con Protección Agropecuaria, por lo que el efecto del nuevo instrumento de planteamiento sobre el fundamental sector agrario es totalmente positivo para el municipio.

## Demografía
Tardajos cuenta con una población de 864 habitantes (INE 2024).
| Gráfica de evolución demográfica de Tardajos entre 1842 y 2021                                                        |
| |
| Población de derecho según los censos de población del INE. Población de hecho según los censos de población del INE. |

| 1900 | 1910 | 1920 | 1930 | 1940 | 1950 | 1960 | 1970 | 1981 | 1991 | 2001 | 2011 | 2013 |
| ---- | ---- | ---- | ---- | ---- | ---- | ---- | ---- | ---- | ---- | ---- | ---- | ---- |
| 891  | 890  | 843  | 839  | 919  | 872  | 928  | 829  | 740  | 745  | 635  | 856  | 825  |

## Administración y política

### Elecciones

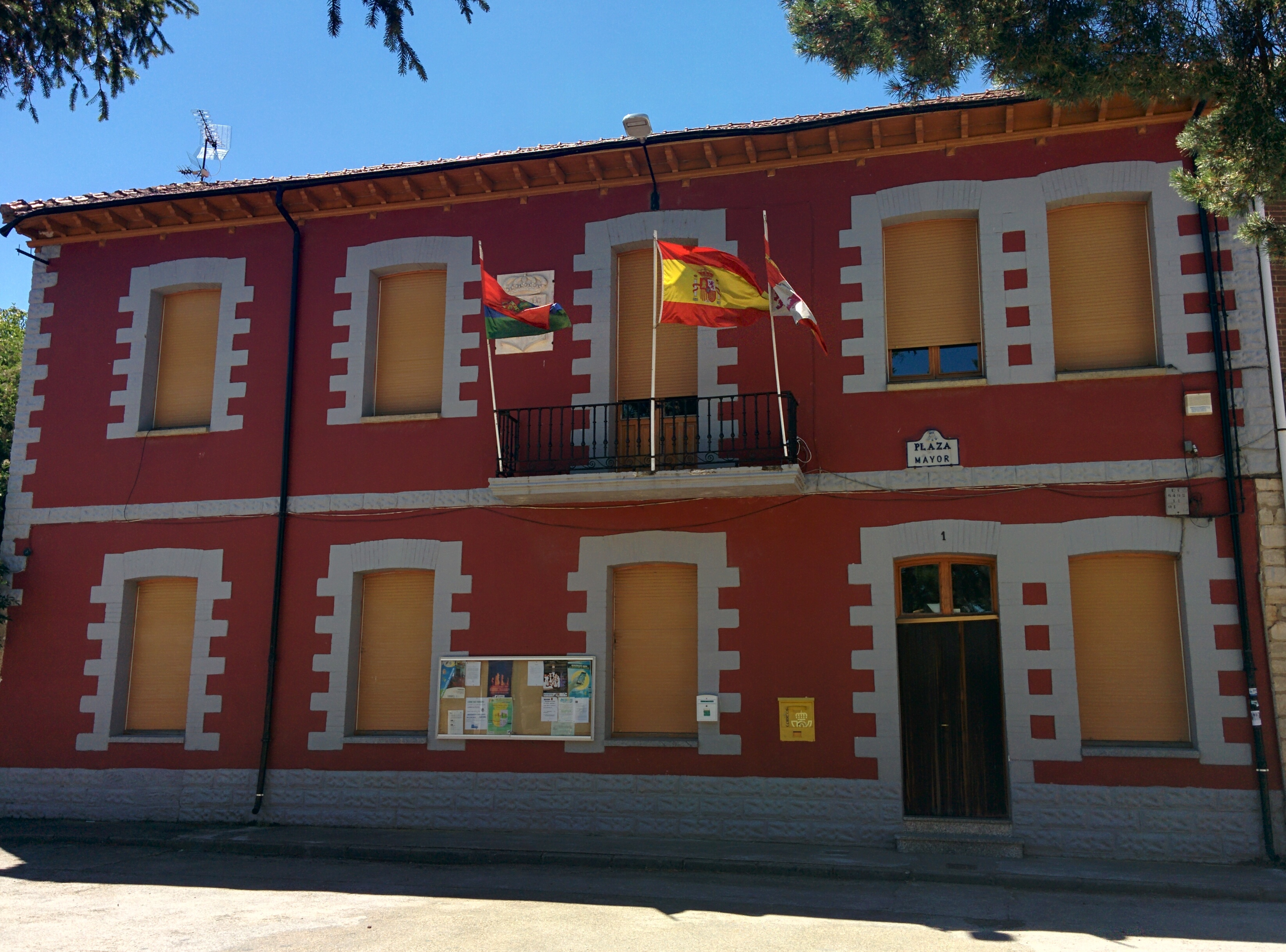
Casa consistorial

- Véanse los resultados de las elecciones de 2003 y 2007 en Tardajos.
- Véanse los resultados de las elecciones de 2007 al 2019 en Tardajos.

Elecciones 2007:
- Partido Popular: 3
- Tierra Comunera-Alternativa por Castilla y León: 3
- Democracia Nacional: 1.

Pacto de gobierno: PP-DN
Elecciones 2011:
- Partido Popular: 4
- Partido Socialista Obrero Español: 2
- Democracia Nacional: 1.

Elecciones 2015
- Ciudadanos: 4
- Partido Popular: 2
- Partido Socialista Obrero Español: 1.

Elecciones 2019
- Ciudadanos: 3
- Partido Popular: 3
- Partido Socialista Obrero Español: 1.

Pacto de gobierno: C's-Psoe

## Monumentos y lugares de interés
El rico patrimonio histórico, etnográfico y arqueológico conforma el tercer pilar de la estructura territorial de Tardajos. El municipio posee dos Bienes de Interés Cultural (BIC), uno de ellos es el Camino de Santiago en la categoría de Conjunto Histórico, que trascurre de este a oeste.
El yacimiento arqueológico más importante es de Deobrigula, de la época del Imperio Romano (siglo I a. C.). Este yacimiento, declarado como Bien de Interés Cultural en 1994, se asienta sobre el páramo El Castro y en el análisis arqueológico está fragmentado en tres partes:
1) La primera es la vía Italia, que transcurre por el norte del páramo, siendo el límite septentrional del yacimiento Deobrigula.
2) El segundo es el yacimiento El Castro, que adopta el nombre del páramo sobre el que se asienta.
3) Las Quintanas es el yacimiento más meridional, y afecta al núcleo urbano existente. En el extremo sureste.

### Iglesia de la Asunción de Nuestra Señora

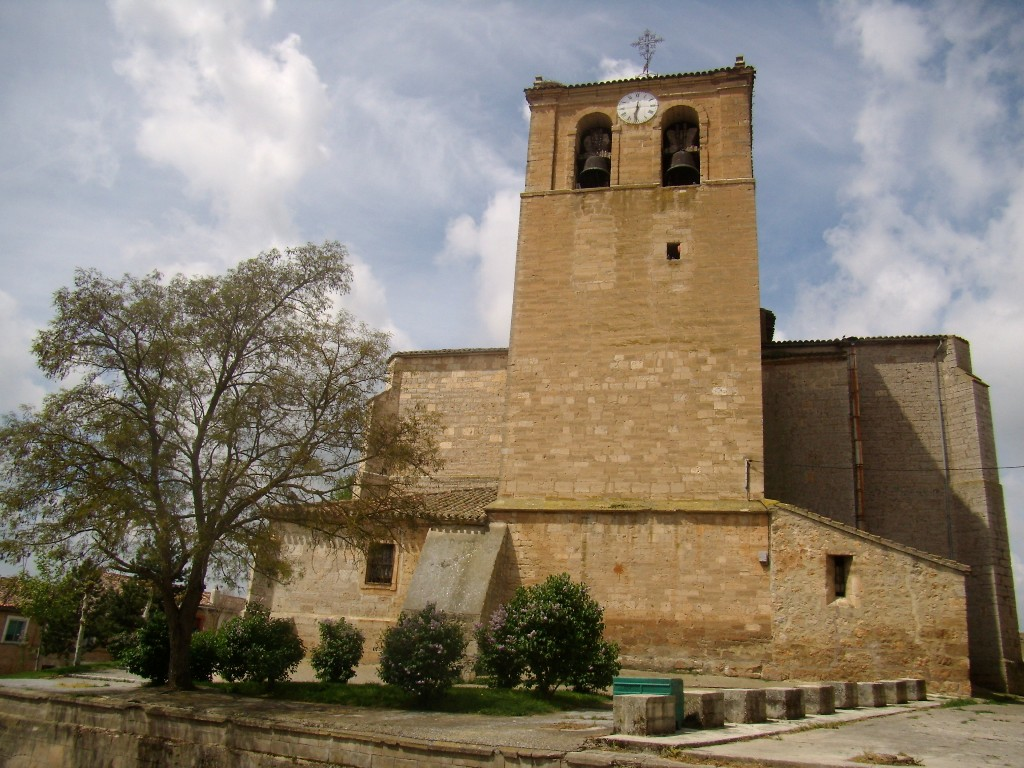
De los siglos XIII al XVI. Portada del siglo XVIII

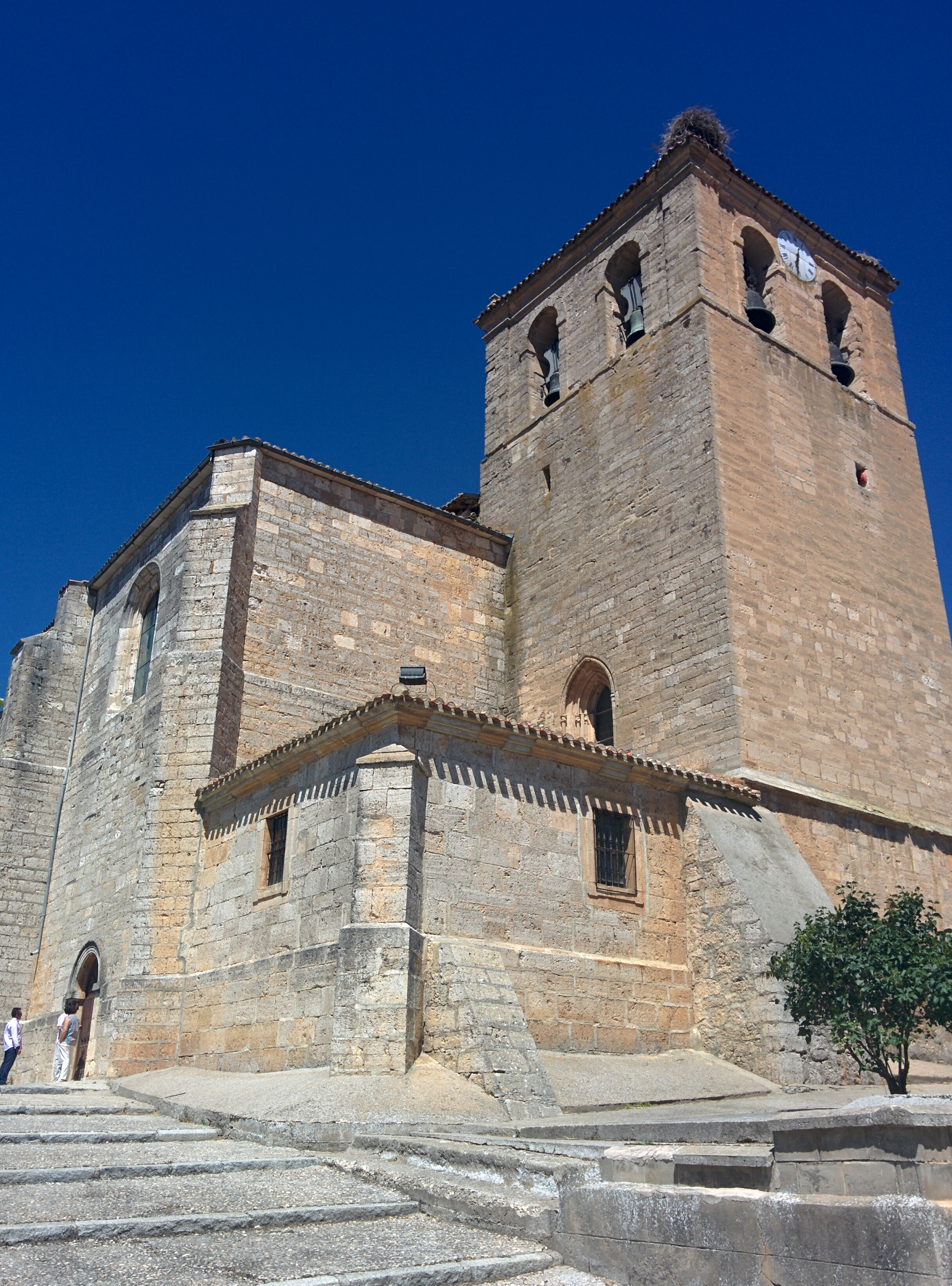
Otra vista de la iglesia de la Asunción

Estilo: Torreón Medieval, Naves Góticas, Remates Barrocos.
Edificación religiosa de potente presencia levantada en fábrica de piedra sobre una pequeña elevación. Presenta dos naves de gran altura y volumen, con crucero y cabecera cuadrada, contrafuertes en naves y en las esquinas del alzado de acceso. Torre sobre el lado del crucero, con cuerpo último barroco. Portada a los pies añadida posteriormente, está formada por arco de medio punto con pilastras y hornacina y remate de frontón. Ventanas añadidas góticas en la cabecera y añadidos populares. La iglesia se sitúa sobre el montículo donde se asentó el castillo de Tardajos siendo probable que la torre sea un resto de la antigua fortaleza.
- Archidiócesis: Burgos
- Arciprestazgo: San Juan de Ortega
- Párroco: D. Francisco Javier Valdivieso Saiz

### Las iglesias de la Magdalena y de Santa María
"... Adornabanla canes muy bien trabajados que representaban en su mayor parte mascarones con cabezas de gato, de los cuales dos, uno de mármol y otro de piedra de Ontoria, pueden contemplarse en el Museo Provincial de Burgos, y otro en la casa de Clemente Tovar, calle de las Lomas nº 7 en Tardajos, y capiteles con bichas aladas, cuyas rayas recuerdan algo el arte empleado en Quintanilla de las Villas, de los que tres se conservan en citado Museo; uno que representa un joven con alas y en vez de manos tiene garras que apoya en el suelo ; otro semejante que figura un animal indefinible con alas, patas y garras, recubierto el pecho de una tela que sobresale del cuerpo y a los lados una paloma y otra ave cuya especie no puede apreciarse por el desgaste de la piedra; y otro muy interesante, doble, que presenta dos animales con cuerpo y patas delanteras de caballo, rematadas estas con garras de ave de rapiña, las patas traseras y la cola de león y las cabezas de mujer, tan finamente labrado que me parece superior a algunas figuras del claustro de Silos, a las que se asemeja mucho. Todos ellos, como las cabezas de gato mencionadas y dos repisas adornadas de hojas y una voluta se hallan comprendidas bajo la leyenda poco exacta que dice: «Capiteles románicos de la Basílica de Santa María de Tardajos»."
Domingo Hergueta

"… En 929 había en Tardajos una iglesia de San Pelayo, ya antigua, que no pudo tener por titular a San Pelayo de Córdoba, martirizado solo cuatro años antes…"
(Cartulario de Arlanza, página 24)

Además de estos templos, existieron cinco ermitas, citadas en los libros parroquiales pero de las que no quedan restos: la de San Sebastián, propiedad de la cofradía de San Sebastián y Santa Catalina, sita en la cuesta donde se localizan las bodegas; la de San Roque, también propiedad de una cofradía, de cuyo recuerdo queda el nombre de un pago al sur, junto al camino de Quintanilleja; la de San Salvador que debió ubicarse al suroeste de la villa, en algún lugar de la calle que lleva su nombre; la de San Lázaro, junto con la anterior dependiente del concejo, figura en un plano de 1772 a la izquierda de la carretera que conduce a Rabé, tras pasar el río Úrbel por el puente que conserva el nombre de la ermita; y la de San Bartolomé, cuya existencia no se recuerda ni en la toponimia y que tan sólo es citada en una ocasión en las visitas episcopales.

### Elementos de interés cultural

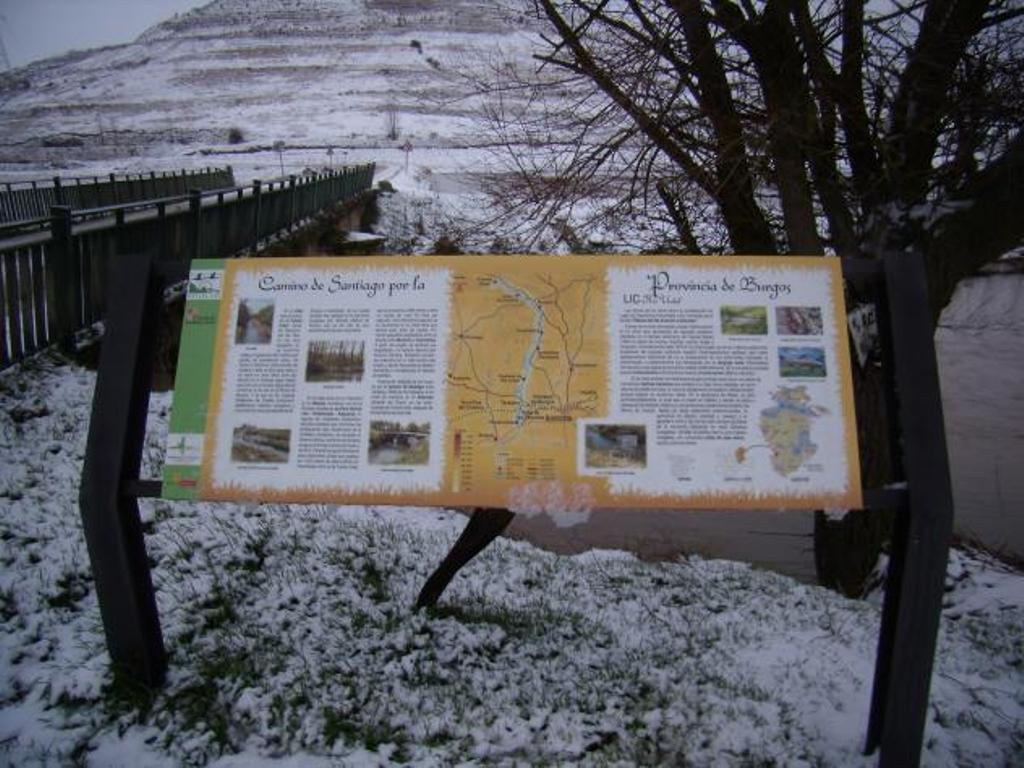
Camino de Santiago

En general, el interés del núcleo urbano puede considerarse desde el punto de vista artístico como escaso, aunque pueden destacarse hitos puntuales de la trama con cierto valor: 
- Iglesia de la Asunción
- Crucero
- Fuente
- Puente del Arzobispo
- Puente del Úrbel
- Casa en c/ La Barga 20
- Casa en c/ Real Poniente
- Arco
- Iglesia y Torreón del Colegio Apostólico P.P. Paúles

### Destino turístico
El interés turístico del municipio puede considerarse como medio, si posee numerosos valores patrimoniales a reivindicar: Iglesia de la Asunción, convento de los Padres Paúles con restos del palacio renacentista, Camino de Santiago atravesando el centro del núcleo, yacimiento arqueológico prerromano y romano.